# 北海道道565号和停車場線
北海道道565号和停車場線（ほっかいどうどう565ごう やわらていしゃじょうせん）は、北海道雨竜郡北竜町内を結ぶ一般道道（北海道道）である。

## 概要

### 路線データ
- 起点：北海道雨竜郡北竜町和（旧国鉄 札沼線 和駅跡）
- 終点：北海道雨竜郡北竜町和（北海道道94号増毛稲田線交点）
- 路線延長：0.3km

## 歴史
- 1967年（昭和42年）3月31日 路線認定[1]。

## 地理

### 通過する自治体
- 空知総合振興局
  - 雨竜郡北竜町

### 交差する道路
北竜町
- 北海道道94号増毛稲田線 - 和（終点）